# Ennomosia geometridalis
Ennomosia geometridalis là một loài bướm đêm trong họ Crambidae.